# Kirche der Gottesmutter von Gietrzwałd (Zelki)
Bei der Kirche der Gottesmutter von Gietrzwałd handelt es sich um ein in den Jahren 1932 bis 1934 wiedererrichtetes Bauwerk aus der Mitte des 19. Jahrhunderts. Bis 1945 war sie evangelische Pfarrkirche für das ostpreußische Kirchspiel Neuhoff; heute ist sie das zentrale Gotteshaus für die römisch-katholische Pfarrei Zelki in der polnischen Woiwodschaft Ermland-Masuren.

## Geographische Lage
Zelki liegt in der östlichen Mitte der Woiwodschaft Ermland-Masuren. Durch das Dorf verläuft die Woiwodschaftsstraße DW 656, die von Staświny (deutsch Staßwinnen, 1938–1945 Eisermühl) bei Giżycko (Lötzen) nach Ełk (Lyck) führt. Eine Bahnanbindung besteht nicht.
Der Standort der Kirche befindet sich im Nordosten des Dorfes an der Nebenstraße (1702N) nach Krzywe (Krzywen (Sodrest), 1938–1945 Kriewen).

## Kirchengebäude
Die erste Kirche in dem damals noch Selken genannten Ort entstand im Jahr 1550 unter dem Freiherrn Wolf von Heydeck. Das Gebäude verfiel in den folgenden Jahrhunderten derart, dass es 1840 abgerissen werden musste.
In den Jahren 1843 bis 1944 wurde ein Neubau nach Entwürfen unter dem Einfluss Karl Friedrich Schinkels errichtet. Es handelte sich dabei um einen massiven turmlosen Bau mit hölzernem Glockenstuhl. Der Innenraum war flach gedeckt; der Altar und die Kanzel aus dem beginnenden 17. Jahrhundert wurden später vereinigt. 1860 erhielt die Kirche eine Orgel. Die Glocken waren 1670 datiert.
Im Jahre 1932 brannte die Kirche ab. Es erfolgte ein Wiederaufbau in den Jahren 1932 bis 1934 nach einem Entwurf des Architekten Hans A. Maurer aus Rastenburg, der später, von 1949 bis 1968, im Landeskirchenamt der Ev. Kirche von Kurhessen-Waldeck als Kirchenbaudirektor tätig war. Das Gotteshaus erhielt nun auch einen westlich vorgelegten Turm. Die künstlerische Ausmalung des Innenraums – die Altarwand zierte ein großes Wandgemälde Fischzug des Petrus – wurde von Paul Koralus aus dem nahegelegenen Widminnen (polnisch Wydminy) vorgenommen.
In der Zeit nach 1945 wurde die Kirche römisch-katholisches Gotteshaus. Für den geänderten liturgischen Gebrauch wurde sie baulich angepasst. Die Kirche erhielt den Namen Kościół Matki Bożej Gietrzwałdzkiej („Kirche der Gottesmutter von Gietrzwałd“). Eine Madonnenfigur steht auf dem Platz vor der Kirche.

## Kirchengemeinde

### Evangelisch

#### Kirchengeschichte
Im Jahre 1550 wurde in Neuhoff (damals: Selken) eine evangelische Kirchengemeinde errichtet und ein Gotteshaus gebaut.
Die Neuhoffer Kirche war damals die einzige adlige Kirche im Amt Oletzko (polnisch Olecko) in der Inspektion Lyck (polnisch Ełk). Dem Pfarrort wurde ein mehrere Orte umfassendes Kirchspiel beigegeben. Die Pfarrstelle war seit 1591 bis auf eine Vakanzzeit zwischen 1825 und 1837 ununterbrochen besetzt.
Im Jahr 1925 zählte das Kirchspiel Neuhoff 1.760 Gemeindeglieder. Das Kirchenpatronat oblag der Rentengutskolonie Neuhoff. Die Kirchengemeinde gehörte zum Kirchenkreis Lötzen in der Kirchenprovinz Ostpreußen der Evangelischen Kirche der Altpreußischen Union.
Flucht und Vertreibung der einheimischen Bevölkerung setzten nach 1945 dem Leben der evangelischen Kirchengemeinde in Neuhoff ein Ende. Heute gehören die nur wenigen evangelischen Kirchenglieder zur Kirchengemeinde Wydminy, einer Filialgemeinde der Pfarrei Giżycko in der Diözese Masuren der Evangelisch-Augsburgischen Kirche in Polen.

#### Kirchspielorte
Zum Kirchspiel Neuhoff gehörten bis 1945 neben dem Pfarrort zehn Dörfer, Ortschaften bzw. Wohnplätze:
| Deutscher Name                      | Polnischer Name |         | Deutscher Name                 | Polnischer Name |
| ----------------------------------- | --------------- | ------- | ------------------------------ | --------------- |
| Adlig Bialla 1938–1945 Bleichenau   | Biała Giżycka   |         | *Mallinken 1930–1945 Birkfelde | Malinka         |
| *Adlig Wolla 1938–1945 Freihausen   | Pańska Wola     | Pammern | Pamry                          |                 |
| Berghof                             | Berkowo         | Ranten  | Ranty                          |                 |
| Heybutten                           | Hejbuty         | Rostken | Rostki                         |                 |
| Krzywen (Sodrest) 1938–1945 Kriewen | Krzywe          | Werder  | Ostrów                         |                 |

#### Pfarrer
Zwischen 1591 und 1945 amtierten an der Kirche Neuhof als evangelische Geistliche die Pfarrer:
- Johann Tortilowitz, 1591–1612
- Stephan Forlowius, 1612–1648
- Friedrich Meyer, 1661–1671
- Matthias Breuer, 1672–1683
- Friedrich Mietzkovius, 1677–1683
- Johann Albrecht Cibulcovius, 1683–1699
- Albert Stosnowius, 1699–1710
- Michael Skrodzki, 1711–1732
- Christoph Eichel, 1732–1737
- Thomas Dombrowski, 1737–1741
- Salomo Lascowius, 1742–1762
- Michael Schemien, 1762–1764
- Johann Victor Dziobeck, 1764–1772
- Johann Samuel Behn, 1772–1791
- Michael Gregorovius, 1791–1804
- Johann Gottlieb Marcus, 1804–1825
- Julius Karl Heinrich Stechern, 1837–1845
- Ferdinand Eduard Fuchs, 1845–1857[9]
- Gustav Otto Brzoska, 1860–1868
- Berthold Heinrich Schellong, 1868–1874
- Erdmann Gotthold Hermann Treidel, 1874–1884
- Rudolf Carl Rausch, 1885–1897
- Wilhelm Hugo Karl Korn, 1897–1905
- Gustav Hermann Grzybowski, 1906–1936
- Erwin Grzybowski, 1935–1936
- Heinrich Bartholomeyzik, 1937–1945

### Römisch-katholisch

#### Kirchengeschichte
Bis 1945 waren die katholischen Kirchenglieder in Neuhoff in die Pfarrei Lötzen im Bistum Ermland eingepfarrt. Nach 1945 kamen zahlreiche polnische Übersiedler nach Zelki, die meistenteils römisch-katholischer Konfession waren. Es sammelte sich hier eine Gemeinde, die zunächst von Stare Juchy (Jucha, 1938–1945 Fließdorf) versorgt wurde, bis Zelki 1978 selber zu einer Pfarrei erhoben wurde. Sie gehört zum Dekanat Giżycko – św. Krzystofa im Bistum Ełk (Lyck) der Römisch-katholischen Kirche in Polen. Der Pfarrkirche beigegeben ist die Filialkirche Kaplica Matki Bożej Częstochowa („Kapelle der Gottesmutter von Tschenstochau“) in Talki (Talken).

#### Pfarreiorte
Zur Pfarrei Zelki gehören 16 Dörfer, Ortschaften und Wohnplätze:
| Polnischer Name | Deutscher Name                    |              | Polnischer Name                   | Deutscher Name                 |
| --------------- | --------------------------------- | ------------ | --------------------------------- | ------------------------------ |
| Berkowo         | Berghof                           |              | Płowce                            | Plowczen 1938–1945 Plötzendorf |
| Biała Giżycka   | Adlig Bialla 1938–1945 Bleichenau | Radzie       | Radzien 1938–1945 Königsfließ     |                                |
| Franciszkowo    | Franziskowen 1938–1945 Freihausen | Ranty        | Ranten                            |                                |
| Hejbuty         | Heybutten                         | Rostki       | Rostken                           |                                |
| Nowe Krzywe     | Klein Krzywen 1929–1945 Grünsee   | Stare Krzywe | Alt Krzywen 1936–1945 Alt Kriewen |                                |
| Okrągłe         | Okrongeln 1938–1945 Schwansee     | Talki        | Talken                            |                                |
| Pamry           | Pammern                           | Zelki        | Neuhoff                           |                                |
| Pańska Wola     | Adlig Wolla 1938–1945 Freihausen  | Zudraski     |                                   |                                |